# هلفريشت برنارد فينك
هلفريشت برنارد فينك (بالألمانية: Helfrich Bernhard Wenck)‏ (و. 1739 – 1803 م) هو مؤرخ، وأمين مكتبة، وكاتب ألماني، ولد في إدشتاين، توفي في دارمشتات، عن عمر يناهز 64 عاماً.

## مناصب
تولى منصب جهيمرات ‏
.

## التعليم
تعلم في جامعة غوتينغن، وتعلم في جامعة غيسن
.